# فلاديمير زوباريف
فلاديمير زوباريف (بالروسية: Зубарев, Владимир Юрьевич)‏ (5 يناير 1993 بفولغوغراد في روسيا - ) هو لاعب كرة قدم روسي في مركز الوسط. لعب مع سبارتاك موسكو ونادي أوفا ونادي سبارتاك موسكو 2 لكرة القدم.

## روابط خارجية
- فلاديمير زوباريف على موقع قاعدة بيانات كرة القدم.إي يو (الإنجليزية)
- فلاديمير زوباريف على موقع Soccerway.com (الإنجليزية)